# Copa de Competencia Jockey Club 1908
La Copa de Competencia Jockey Club 1908 fue la segunda edición de esta competencia. Originalmente fue la sección argentina de la Cup Tie Competition; sin embargo, más adelante se la contabilizó como parte de la Copa de Competencia que había iniciado en 1913.
El ganador fue Alumni Athletic Club por segunda vez consecutiva, venciendo en la final a Argentino de Quilmes por 5 a 0, accediendo así a la Tie Cup.

## Sistema de disputa
Se jugó por eliminación directa a un solo partido. En caso de empate se disputó un segundo encuentro.

## Equipos
| Equipo               | Ciudad          |
| -------------------- | --------------- |
| Alumni               | Buenos Aires    |
| Argentino            | Rosario         |
| Argentino de Quilmes | Quilmes         |
| Belgrano Athletic    | Buenos Aires    |
| Estudiantes          | Buenos Aires    |
| Lomas Athletic       | Lomas de Zamora |
| Newell's Old Boys    | Rosario         |
| Porteño              | Buenos Aires    |
| Quilmes              | Quilmes         |
| Reformer             | Campana         |
| Rosario Athletic     | Rosario         |
| Rosario Central      | Rosario         |
| San Isidro           | San Isidro      |
| San Martín Athletic  | San Martín      |

## Cuadro de desarrollo
|  | Octavos de final | Octavos de final     |                   |       | Cuartos de final           | Cuartos de final           |  |  | Semifinales      | Semifinales      |  |  | Final       | Final       |
|  | 28 de mayo       | 28 de mayo           |                   |       | 14 de junio al 19 de julio | 14 de junio al 19 de julio |  |  | 5 al 26 de julio | 5 al 26 de julio |  |  | 2 de agosto | 2 de agosto |
|  |                  |                      |                   |       |                            |                            |  |  |                  |                  |  |  |             |             |
|  |                  |                      |                   |       |                            |                            |  |  |                  |                  |  |  |             |             |
|  |                  |                      |                   |       |                            |                            |  |  |                  |                  |  |  |             |             |
|  | Porteño          | 0                    |                   |       |                            |                            |  |  |                  |                  |  |  |             |             |
|  | Porteño          | 0                    |                   |       |                            |                            |  |  |                  |                  |  |  |             |             |
|  | Belgrano AC      | 5                    |                   |       |                            |                            |  |  |                  |                  |  |  |             |             |
|  | Belgrano AC      | 5                    | Belgrano AC       | 2 - 2 |                            |                            |  |  |                  |                  |  |  |             |             |
|  |                  |                      |                   | 2 - 2 |                            |                            |  |  |                  |                  |  |  |             |             |
|  |                  | Estudiantes          | 2 - 0             |       |                            |                            |  |  |                  |                  |  |  |             |             |
|  | Estudiantes      | Estudiantes          | 2 - 0             | 3     |                            |                            |  |  |                  |                  |  |  |             |             |
|  | Estudiantes      |                      |                   | 3     |                            |                            |  |  |                  |                  |  |  |             |             |
|  | San Isidro       | 1                    |                   |       |                            |                            |  |  |                  |                  |  |  |             |             |
|  | San Isidro       | 1                    | Belgrano AC       | 0     |                            |                            |  |  |                  |                  |  |  |             |             |
|  |                  |                      |                   | 0     |                            |                            |  |  |                  |                  |  |  |             |             |
|  |                  | Alumni               | 3                 |       |                            |                            |  |  |                  |                  |  |  |             |             |
|  | San Martín       | Alumni               | 3                 | 1     |                            |                            |  |  |                  |                  |  |  |             |             |
|  | San Martín       |                      |                   | 1     |                            |                            |  |  |                  |                  |  |  |             |             |
|  | Alumni           | 3                    |                   |       |                            |                            |  |  |                  |                  |  |  |             |             |
|  | Alumni           | 3                    | Rosario Central   | 0     |                            |                            |  |  |                  |                  |  |  |             |             |
|  |                  |                      |                   | 0     |                            |                            |  |  |                  |                  |  |  |             |             |
|  |                  | Alumni               | 2                 |       |                            |                            |  |  |                  |                  |  |  |             |             |
|  | Rosario Central  | Alumni               | 2                 | 5     |                            |                            |  |  |                  |                  |  |  |             |             |
|  | Rosario Central  |                      |                   | 5     |                            |                            |  |  |                  |                  |  |  |             |             |
|  | Reformer         | 1                    |                   |       |                            |                            |  |  |                  |                  |  |  |             |             |
|  | Reformer         | 1                    | Alumni            | 5     |                            |                            |  |  |                  |                  |  |  |             |             |
|  |                  |                      |                   | 5     |                            |                            |  |  |                  |                  |  |  |             |             |
|  |                  | Argentino de Quilmes | 0                 |       |                            |                            |  |  |                  |                  |  |  |             |             |
|  |                  | Argentino de Quilmes | 0                 |       |                            |                            |  |  |                  |                  |  |  |             |             |
|  |                  |                      |                   |       |                            |                            |  |  |                  |                  |  |  |             |             |
|  |                  |                      |                   |       |                            |                            |  |  |                  |                  |  |  |             |             |
|  | Argentino        | 2                    |                   |       |                            |                            |  |  |                  |                  |  |  |             |             |
|  | Argentino        | 2                    |                   |       |                            |                            |  |  |                  |                  |  |  |             |             |
|  |                  | Newell's Old Boys    | 4                 |       |                            |                            |  |  |                  |                  |  |  |             |             |
|  | Argentino        | Newell's Old Boys    | 4                 | 4     |                            |                            |  |  |                  |                  |  |  |             |             |
|  | Argentino        |                      |                   | 4     |                            |                            |  |  |                  |                  |  |  |             |             |
|  | Rosario AC       | 2                    |                   |       |                            |                            |  |  |                  |                  |  |  |             |             |
|  | Rosario AC       | 2                    | Newell's Old Boys | 1     |                            |                            |  |  |                  |                  |  |  |             |             |
|  |                  |                      |                   | 1     |                            |                            |  |  |                  |                  |  |  |             |             |
|  |                  | Argentino de Quilmes | 2                 |       |                            |                            |  |  |                  |                  |  |  |             |             |
|  |                  | Argentino de Quilmes | 2                 |       |                            |                            |  |  |                  |                  |  |  |             |             |
|  |                  |                      |                   |       |                            |                            |  |  |                  |                  |  |  |             |             |
|  |                  |                      |                   |       |                            |                            |  |  |                  |                  |  |  |             |             |
|  | Lomas AC         | 1                    |                   |       |                            |                            |  |  |                  |                  |  |  |             |             |
|  | Lomas AC         | 1                    |                   |       |                            |                            |  |  |                  |                  |  |  |             |             |
|  |                  | Argentino de Quilmes | 2                 |       |                            |                            |  |  |                  |                  |  |  |             |             |
|  | Quilmes          | Argentino de Quilmes | 2                 | 0     |                            |                            |  |  |                  |                  |  |  |             |             |
|  | Quilmes          |                      |                   | 0     |                            |                            |  |  |                  |                  |  |  |             |             |
|  | Lomas AC         | 1                    |                   |       |                            |                            |  |  |                  |                  |  |  |             |             |
|  | Lomas AC         | 1                    |                   |       |                            |                            |  |  |                  |                  |  |  |             |             |

## Octavos de final
| 28 de mayo | Porteño | 0:5 | Belgrano Athletic | Porteño, Buenos Aires |  |

| 28 de mayo | Estudiantes | 3:1 | San Isidro | Estudiantes, Buenos Aires |  |

| 28 de mayo | San Martín Athletic | 1:3 | Alumni | San Martín Athletic, San Martín |  |

| 28 de mayo | Rosario Central | 5:1 | Reformer | Provincial, Rosario |  |

| 28 de mayo | Argentino | 4:2 | Porteño | Argentino, Rosario |  |

| 28 de mayo | Quilmes | 0:1 | Lomas Athletic | Quilmes, Quilmes |  |

## Cuartos de final
| 14 de junio | Estudiantes | 2:2 | Belgrano Athletic | Estudiantes, Buenos Aires |  |

| 14 de junio | Rosario Central | 0:2 | Alumni | Rosario Central, Rosario |  |

| 14 de junio | Argentino | 2:4 | Newell's Old Boys         | Argentino, Rosario |  |
|             |           |     | - F. González - H. Mallet |                    |  |

| 14 de junio | Lomas Athletic | 1:2 | Argentino de Quilmes | Lomas Athletic, Lomas de Zamora |  |

### Desempate
| 19 de julio | Belgrano Athletic | 2:0 | Estudiantes | Belgrano Athletic, Belgrano |  |

## Semifinales
| 5 de julio | Newell's Old Boys | 1:2 | Argentino de Quilmes                  | Newell's Old Boys, Rosario       |                                  |
|            | - González 31'    |     | - Mooney 21' (a.g.) - F. Paulsen 119' | Árbitro(s): Ricardo W. O. Le Bas | Árbitro(s): Ricardo W. O. Le Bas |

| 26 de julio | Belgrano Athletic | 0:3 | Alumni | Belgrano Athletic, Belgrano |  |

## Final
| 2 de agosto | Alumni | 5:0 | Argentino de Quilmes | Belgrano Athletic, Belgrano |  |